# Oedipe
Oedipe (Œdipe), op. 23, és una òpera en quatre actes del compositor romanès George Enescu, ambientada en un llibret francès d'Edmond Fleg. Es basa en el conte mitològic d'Èdip, tal com explica Sòfocles a Èdip Rei.
Enescu va tenir la idea de compondre una òpera inspirada en Èdip fins i tot abans de trobar un llibret i va començar a dibuixar-hi música el 1910. El primer esborrany de llibret de Fleg va arribar el 1913. Enescu va completar la música el 1922 i l'orquestració el 1931. L'òpera va rebre l'estrena mundial a París el 13 de març de 1936. La primera producció romanesa va ser dirigida per Constantin Silvestri a Bucarest el 22 de setembre de 1958, mitjançant una traducció al romanès d'Emanoil Ciomac. La primera producció alemanya va tenir lloc a Berlín el 1996, en una producció que posteriorment va viatjar a l'Òpera de l'Estat de Viena. L'estrena als Estats Units va ser el 2005 a la Universitat d'Illinois a Urbana-Champaign. La primera actuació al Festival de Salzburg va tenir lloc durant l'estiu del 2019 amb Christopher Maltman en el paper principal, amb l'⁣Orquestra Filharmònica de Viena dirigida per Ingo Metzmacher, amb John Tomlinson com a Tiresias i Anaïk Morel com a Jocaste.
Aquest tractament musical dramàtic del mite d'Èdip és inusual perquè intenta cobrir tota la història de la vida d'Èdip, des del naixement fins a la mort. L'acte III recull la història d'Èdip Rex. L'acte IV se solapa en la trama amb Èdip a Colonos, encara que amb un tractament psicològic divergent dels darrers dies d'Èdip en comparació amb l'original. Generalment es considera l'obra mestra d'Enescu.

## Rols
| Paper            | Tipus de veu | Repartiment de l'estrena, 10 de març de 1936 Director: Philippe Gaubert |
| ---------------- | ------------ | ----------------------------------------------------------------------- |
| Antígona         | soprano      | Jacqueline Courtin                                                      |
| Creont           | baríton      | Pierre Froumenty                                                        |
| Jocasta          | mezzosoprano | Marisa Ferrer                                                           |
| L'Esfinx         | mezzosoprano | Jeanne Montfort                                                         |
| Laïos (Laius)    | tenor        | Edmond Chastenet                                                        |
| Pastor           | tenor        | José De Trevi                                                           |
| Gran sacerdot    | baix         | Armand Narçon                                                           |
| Vell             | baix         |                                                                         |
| Mérope           | contralt     | Marie-Antoinette Almona                                                 |
| Œdipe (Èdip)     | baríton      | André Pernet                                                            |
| Thésée (Teseu)   | baríton      | Charles Cambon                                                          |
| Phorbas          | baix         | Jean Claverie                                                           |
| Tirésias         | baix-baríton | Henri Etcheverry                                                        |
| le Veilleur      |              | Medus                                                                   |
| Chorus - Thebans |              |                                                                         |

## Enregistraments

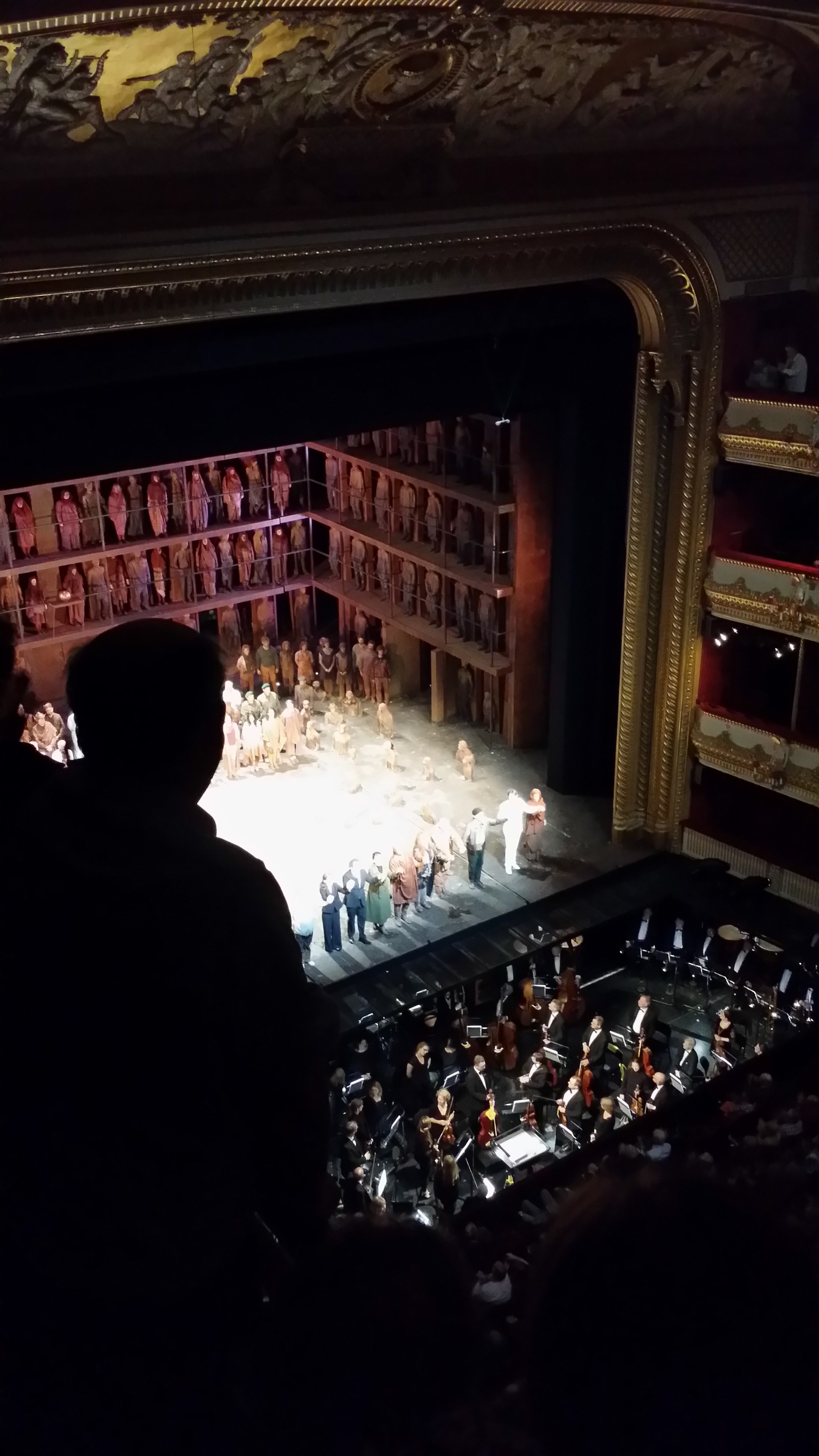
Oedipe al Royal Opera House de Londres - ovacions (24 de maig de 2016).

Clau dels rols (‡): antigone / jocaste / sphinx / créon / oedipe / tirésias
- Arxiu INA (Institut nacional de l'audiovisuel) (en viu a París el 1955): Monmart / Moizan / Gorr / Lovano / Depraz / Vessières (‡); Charles Bruck, director d'orquestra
- Electrecord EDC 269/270/271 (enregistrat el 1964 en un estudi de Bucarest, en romanès): Sindrilaru / Cernei / Pally / Iordăchescu / Ohanesian / Hvorov (‡); Brediceanu, director d'orquestra
- EMI Classics 7 54011-2 (enregistrat el 1989 amb la Salle Garnier de Montecarlo com a estudi): José van Dam, Gabriel Bacquier, Marjana Lipovšek, Brigitte Fassbaender, John Aler, Nicolai Gedda, Marcel Vanaud, Barbara Hendricks, Gino Quilico, Jocelyne Taillon, Cornelius Hauptmann, Laurence Albert, Jean-Philippe Courtis, Isabelle Vernet; Orfeon Donostiarra; Orquestra Filharmònica de Montecarlo ; Lawrence Foster, director d'orquestra[8]
- Naxos 8.660163-64 (enregistrament d'una versió incompleta donada a Viena el 1997): Monte Pedersen, Marjana Lipovšek, Egil Siliņš, Yu Chen, Davide Damiani, Ruxandra Donose, Walter Fink, Josef Hopferwieser, Peter Koves, Michael Roider, Goran Simic, Mihaela Ungureanu; Vienna Boys Choir ; Orquestra i Cor de l'Operapera Estatal de Viena ; Michael Gielen, director d'orquestra[9]
- Albany Records TROY861-62 (enregistrat en directe a Urbana a l' estrena dels Estats Units el 2005): Stefan Ignat, Ricardo Herrera, Bradley Robinson, Harold Gray Meers, Michael York, Ben Jones, Darren T. Blaha, Ashmani Jha, Stephanie Chigas, Jan Patrice Helms, Jennifer Proulx; Singers de Cambra de la Universitat d'Illinois; Sinfonia da Camera; Ian Hobson, director d'orquestra
- Vídeo transmès per Internet (de La Monnaie / De Munt a Brussel·les el 2011): Eerens / Petrinsky / Lemieux / Bork / Henschel / Rootering (‡); Leo Hussain, director; s'esperava que s'emetés com a DVD el 2012